# Léon Chertok
Pour les articles homonymes, voir Chertok.
Léon Chertok, né le 31 octobre 1911 à Lida et mort le 6 juillet 1991 à Deauville, est un psychiatre français d'origine russe connu pour ses travaux sur l'hypnose et la médecine psychosomatique.

## Biographie

### Formation
Léon Chertok naît à Lida, ville alors située en Russie, aujourd'hui en Biélorussie. En raison du numerus clausus destiné aux juifs, il fait ses études de médecine à Prague où il obtient son doctorat en 1938. Il s'exile en 1938 au moment de l'annexion nazie et s'installe à Paris.

### Activités de résistance
Il est engagé volontaire en 1939 puis, démobilisé en 1940, il entre dans la résistance au sein de l'Orchestre rouge et de la section juive de le Main-d'œuvre immigrée (MOI),. Il est à la tête du mouvement national contre le racisme et fonde le journal clandestin Combat médical,. Il reçoit la croix de guerre.

### Médecin et hypnotiseur
En 1947, il effectue un stage en psychiatrie à l'hôpital Mount Sinai de New-York dans un service de médecine psychosomatique dirigé par le psychanalyste Lawrence Kubie. Il obtient en 1948 un doctorat en médecine de la faculté de médecine de Paris. De 1948 à 1949, il est l'assistant de Marcel Montassut à l'hôpital psychiatrique de Villejuif. En 1949, il traite avec succès par l'hypnose son premier cas, une femme de 43 ans qui a oublié les douze dernières années de sa vie et pense qu'elle a vingt-deux ans. 
En 1950, il crée le centre de médecine psychosomatique à Villejuif avec Victor Gachkel où il reçoit la visite de Franz Alexander. À cette époque, il travaille bénévolement au sein du service d'urologie de Pierre Aboulker. Dans les années 1950, il voyage aux États-Unis, où il se fait hypnotiser par Milton Erickson, et en Allemagne où il se fait hypnotiser par Johannes Heinrich Schultz. C'est à cette époque qu'il rencontre le psychanalyste Raymond de Saussure et l'érudit spécialiste du magnétisme animal Robert Amadou. En réaction au régime russe qui publicise sa nouvelle méthode d'accouchement sans douleur, Léon Chertok publie un livre qui explique que le procédé développée se base principalement sur la suggestion, et non l'apprentissage mécanique d'un refoulement de la douleur.
En 1957, il contribue à la création de la société française de médecine psychosomatique avec Michel Sapir et Pierre Aboulker. Il pratique ensuite à l'Institut de psychiatrie de La Rochefoucauld. Il dirige à partir de 1987, avec Isabelle Stengers, un séminaire intitulé « L'hypnose, problème interdisciplinaire ».

### Relation à la psychanalyse
Il fait une analyse didactique chez Jacques Lacan de 1948 à 1954 et des supervisions avec Marc Schlumberger et Maurice Bouvet, mais il n'est pas admis à la Société psychanalytique de Paris, vraisemblablement à cause de sa pratique de l'hypnose qui l'amène à s'éloigner progressivement de la psychanalyse. Il publie cependant, en 1973, avec Raymond de Saussure, La Naissance du psychanalyste. De Mesmer à Freud. En 1980, il publie l'ouvrage L'hypnose entre la psychanalyse et la biologie. Le non-savoir des psy. 
Il meurt à Deauville le 6 juillet 1991. Il est le père du banquier d'affaires Grégoire Chertok.

## Publications

### Ouvrages
- Les Méthodes psychosomatiques d'accouchement sans douleur, 1957
- L'Hypnose : problèmes théoriques et pratiques, 1959
- La Relaxation : aspects théoriques et pratiques, 1959
- L'Hypnose, 1965, éd. remaniée et augmentée, 2006  (ISBN 2228881147))
- Féminité & maternité. l'accouchement sans douleur, 1969
- L'Hypnose avec envoi, 1972
- Avec Raymond de Saussure, Naissance du psychanalyste. De Mesmer à Freud, Paris, Payot, 1973 (rééd. Les Empêcheurs de penser en rond / Synthélabo, 1997  (ISBN 2908602881))
- Avec Odile Bourguignon, Vers une autre médecine. Espoirs de formation psychologique des futurs médecins, Privat, Toulouse, 1977
- L'hypothèse entre la psychanalyse et la biologie. Le non-savoir des psy, 1979
- Actualité de la suggestion, 1983
- Résurgence de l'hypnose : une bataille de deux cents ans, 1984
- Avec Mikkel Borch-Jacobsen, Hypnose et psychanalyse, 1987
- Avec Isabelle Stengers, Le Cœur et la Raison. L'hypnose en question de Lavoisier à Lacan Paris, Payot, 1989
- Hypnose et suggestion, 1989
- Avec Isabelle Stengers et Didier Gilles, Mémoires d'un hérétique, Paris, La Découverte, 1990
- Avec Isabelle Stengers, L'Hypnose, blessure narcissique, Les Empêcheurs de penser en rond, 1990
- L'Hypnose entre la psychanalyse et la biologie, Odile Jacob, 2006

### Filmographie
- Avec Didier Michaux, Le Corps et la Raison, 1990.